# Sindaci di Honolulu
Elenco dei sindaci di Honolulu.
Partiti:
  Repubblicano
  Democratico
  Indipendente
| N. | Foto              | Sindaco                              | Carica          | Carica                      | Storia elettorale                                     |
| N. | Foto              | Sindaco                              | Inizio          | Termine                     | Storia elettorale                                     |
| -- | ----------------- | ------------------------------------ | --------------- | --------------------------- | ----------------------------------------------------- |
| 1  |                   | Joseph James Fern (1872-1920)        | 4 gennaio 1909  | 1915                        | Eletto nel 1909                                       |
| 1  | Rieletto nel 1910 | Joseph James Fern (1872-1920)        | 4 gennaio 1909  | 1915                        |                                                       |
| 2  |                   | John Carey Lane (1872-1958)          | 1915            | 1917                        | Eletto nel 1914                                       |
| 3  |                   | Joseph James Fern (1872-1920)        | 1917            | 20 febbraio 1920 (deceduto) | Eletto nel 1917                                       |
| 4  |                   | John Henry Wilson (1871-1956)        | 1920            | 1927                        | Scelto dal Board of Supervisors per succedere a Fern  |
| 4  | Eletto nel 1922   | John Henry Wilson (1871-1956)        | 1920            | 1927                        |                                                       |
| 4  | Rieletto nel 1924 | John Henry Wilson (1871-1956)        | 1920            | 1927                        |                                                       |
| 5  |                   | Charles Neil Arnold (1880-1929)      | 1927            | 1929                        | Eletto nel 1926                                       |
| 6  |                   | John Henry Wilson (1871-1956)        | 1929            | 1931                        | Eletto nel 1928                                       |
| 7  |                   | George Fredrerick Wright (1881-1938) | 1931            | 1938 (deceduto)             | Eletto nel 1930                                       |
| 7  | Rieletto nel 1932 | George Fredrerick Wright (1881-1938) | 1931            | 1938 (deceduto)             |                                                       |
| 7  | Rieletto nel 1934 | George Fredrerick Wright (1881-1938) | 1931            | 1938 (deceduto)             |                                                       |
| 7  | Rieletto nel 1936 | George Fredrerick Wright (1881-1938) | 1931            | 1938 (deceduto)             |                                                       |
| 8  |                   | Charles Spencer Crane (1869-1958)    | 1938            | 1941                        | Nominato per succedere a Wright                       |
| 9  |                   | Lester Petrie (1878-1956)            | 1941            | 1947                        | Eletto nel 1940                                       |
| 9  | Rieletto nel 1942 | Lester Petrie (1878-1956)            | 1941            | 1947                        |                                                       |
| 9  | Rieletto nel 1944 | Lester Petrie (1878-1956)            | 1941            | 1947                        |                                                       |
| 10 |                   | John Henry Wilson (1871-1956)        | 1947            | 1955                        | Eletto nel 1946                                       |
| 10 | Rieletto nel 1948 | John Henry Wilson (1871-1956)        | 1947            | 1955                        |                                                       |
| 10 | Rieletto nel 1950 | John Henry Wilson (1871-1956)        | 1947            | 1955                        |                                                       |
| 10 | Rieletto nel 1952 | John Henry Wilson (1871-1956)        | 1947            | 1955                        |                                                       |
| 11 |                   | Neal Shaw Blaisdell (1902-1975)      | 1955            | 2 gennaio 1969              | Eletto nel 1954                                       |
| 11 | Rieletto nel 1956 | Neal Shaw Blaisdell (1902-1975)      | 1955            | 2 gennaio 1969              |                                                       |
| 11 | Rieletto nel 1958 | Neal Shaw Blaisdell (1902-1975)      | 1955            | 2 gennaio 1969              |                                                       |
| 11 | Rieletto nel 1960 | Neal Shaw Blaisdell (1902-1975)      | 1955            | 2 gennaio 1969              |                                                       |
| 11 | Rieletto nel 1964 | Neal Shaw Blaisdell (1902-1975)      | 1955            | 2 gennaio 1969              |                                                       |
| 11 | Rieletto nel 1966 | Neal Shaw Blaisdell (1902-1975)      | 1955            | 2 gennaio 1969              |                                                       |
| 12 |                   | Frank Francis Fasi (1920-2010)       | 2 gennaio 1969  | 2 gennaio 1981              | Eletto nel 1968                                       |
| 12 | Rieletto nel 1970 | Frank Francis Fasi (1920-2010)       | 2 gennaio 1969  | 2 gennaio 1981              |                                                       |
| 12 | Rieletto nel 1972 | Frank Francis Fasi (1920-2010)       | 2 gennaio 1969  | 2 gennaio 1981              |                                                       |
| 12 | Rieletto nel 1974 | Frank Francis Fasi (1920-2010)       | 2 gennaio 1969  | 2 gennaio 1981              |                                                       |
| 12 | Rieletto nel 1976 | Frank Francis Fasi (1920-2010)       | 2 gennaio 1969  | 2 gennaio 1981              |                                                       |
| 12 | Rieletto nel 1978 | Frank Francis Fasi (1920-2010)       | 2 gennaio 1969  | 2 gennaio 1981              |                                                       |
| 13 |                   | Eileen Anderson (1928-)              | 2 gennaio 1981  | 2 gennaio 1985              | Eletto nel 1980                                       |
| 13 | Rieletto nel 1982 | Eileen Anderson (1928-)              | 2 gennaio 1981  | 2 gennaio 1985              |                                                       |
| 14 |                   | Frank Francis Fasi (1920-2010)       | 2 gennaio 1985  | Settembre 1994 (dimessosi)  | Eletto nel 1984                                       |
| 14 | Rieletto nel 1986 | Frank Francis Fasi (1920-2010)       | 2 gennaio 1985  | Settembre 1994 (dimessosi)  |                                                       |
| 14 | Rieletto nel 1988 | Frank Francis Fasi (1920-2010)       | 2 gennaio 1985  | Settembre 1994 (dimessosi)  |                                                       |
| 14 | Rieletto nel 1990 | Frank Francis Fasi (1920-2010)       | 2 gennaio 1985  | Settembre 1994 (dimessosi)  |                                                       |
| 14 | Rieletto nel 1992 | Frank Francis Fasi (1920-2010)       | 2 gennaio 1985  | Settembre 1994 (dimessosi)  |                                                       |
| 15 |                   | Jeremy Harris (1950-)                | Settembre 1994  | 2 gennaio 2004              | Eletto nel 1994 per terminare il mandato di Fasi      |
| 15 | Rieletto nel 1996 | Jeremy Harris (1950-)                | Settembre 1994  | 2 gennaio 2004              |                                                       |
| 15 | Rieletto nel 2000 | Jeremy Harris (1950-)                | Settembre 1994  | 2 gennaio 2004              |                                                       |
| 16 |                   | Mufi Francis Hannemann (1954-)       | 2 gennaio 2005  | 20 luglio 2010              | Eletto nel 2004                                       |
| 16 | Rieletto nel 2008 | Mufi Francis Hannemann (1954-)       | 2 gennaio 2005  | 20 luglio 2010              |                                                       |
| 17 |                   | Peter Carlisle (1952-)               | 11 ottobre 2010 | 2 gennaio 2013              | Eletto nel 2010 per terminare il mandato di Hannemann |
| 18 |                   | Kirk Caldwell (1952-)                | 2 gennaio 2013  | in carica                   | Eletto nel 2012                                       |
| 18 | Rieletto nel 2016 | Kirk Caldwell (1952-)                | 2 gennaio 2013  | in carica                   |                                                       |